# Acta mechanica
Acta Mechanica — научный журнал по механике и инженерному делу. Выпускается издательством Springer с 1965 года.
Журнал публикует работы по механике твёрдого тела, механике жидкости и газа, теории пластичности, теории упругости, теории колебаний, механике систем многих тел (Multibody system), механике многофазных сред. Специальное внимание уделяется механике неньютоновских жидкостей, микромеханике (Micromechanics), наномеханике (Nanomechanics), реологии, термодинамике, взаимодействию твёрдых тел и жидкостей с электромагнитным полем, теории управления.
Импакт-фактор журнала в 2014 году составил 1,465.

## Редакторы

### Редакторы-основатели
- Х. Паркус (H. Parkus)
- Э.Филипс (A. Philips)
- Ю. Циреп (J. Zierep)
- В. Ольшак (W. Olszak)

### Прежние соредакторы
- Х.Трогер

### Нынешние редакторы
- Н. Аксель[3]
- Х.Иршик[4]
- А. Солдати[5]
- Дж. Дж. Венг[6]
- Ф.Циглер[7]

## Реферирование
Журнал индексируется и реферируется основными мировыми реферативными журналами, в частности
- Academic OneFile,
- Academic Search,
- Compendex,
- CSA/Proquest,
- Current Abstracts,
- Current Contents/Engineering,
- Computing and Technology,
- Digital Mathematics Registry,
- Gale,
- GeoRef,
- Google Scholar,
- INIS Atomindex,
- Inspec,
- Journal Citation Reports/Science Edition,
- Materials Science Citation Index,
- OCLC,
- PASCAL,
- Science & Technology Collection,
- Science Citation Index,
- Science Citation Index Expanded (SciSearch),
- SCOPUS,
- Summon by Serial Solutions,
- TOC Premier,
- ВИНИТИ,
- Zentralblatt MATH